# Яковлєв Антон Іванович
Антон Іванович Яковлєв (нар. 15 січня 1914, Костянтинівка, Катеринославська губернія, Російська імперія — пом. ?) — радянський футболіст, виступав на позиції півзахисника.

## Життєпис
Виступав за клуби «Динамо» Ворошиловськ (1935), команда заводу ім. Фрунзе / «Сталь» Костянтинівка (1936-1938), «Стахановець» Сталіно (1939-1940), «Профспілки-1» Москва (1941), «Торпедо» Москва (1944-1948), «Торпедо» Горький (1949).
Фіналіст Кубка СРСР 1947.
Учасник Німецько-радянської війни.
Тренер у клубі «Металург» Дніпропетровськ (1956). Працював старшим тренером у клубах «Шахтар» Кадіївка (1950-1952, 1957), «Трудові резерви» Курськ (1958-1959), «Промінь» Владивосток (1959-1961), «Спартак» Смоленськ (1962-1964).